# Lista de participantes do Campeonato Mundial de Ciclismo em Pista de 2016
Esta é uma lista de participantes do Campeonato Mundial de Ciclismo em Pista de 2016, que foi realizado em Londres, no Reino Unido entre os dias 2 e 6 de março. Note que nem todos os ciclistas competiram no campeonato ou que tenham competido em todos os eventos registrados.
| Ordem | Ciclista                       | País              | Data de nascimento (idade)      |
| ----- | ------------------------------ | ----------------- | ------------------------------- |
| 90    | Patrick Constable              | Austrália         | julho 15, de 1995 (20 anos)     |
| 91    | Luke Davison                   | Austrália         | maio 8, de 1990 (25 anos)       |
| 92    | Matthew Glaetzer               | Austrália         | agosto 24, de 1992 (23 anos)    |
| 93    | Nathan Hart                    | Austrália         | março 4, de 1993 (22 anos)      |
| 94    | Michael Hepburn                | Austrália         | agosto 17, de 1991 (24 anos)    |
| 95    | Cameron Meyer                  | Austrália         | janeiro 11, de 1988 (28 anos)   |
| 1     | Glenn O'Shea                   | Austrália         | junho 14, de 1989 (26 anos)     |
| 96    | Alexander Porter               | Austrália         | maio 13, de 1996 (19 anos)      |
| 97    | Jacob Schmid                   | Austrália         | janeiro 18, de 1994 (22 anos)   |
| 98    | Callum Scotson                 | Austrália         | agosto 10, de 1996 (19 anos)    |
| 99    | Miles Scotson                  | Austrália         | janeiro 18, de 1994 (22 anos)   |
| 45    | Sam Welsford                   | Austrália         | janeiro 19, de 1996 (20 anos)   |
| 47    | Andreas Graf                   | Áustria           | agosto 7, de 1985 (30 anos)     |
| 106   | Andreas Mueller                | Áustria           | novembro 25, de 1979 (36 anos)  |
| 107   | Sergii Omelchenko              | Azerbaijão        | novembro 27, de 1989 (26 anos)  |
| 3     | Jasper De Buyst                | Bélgica           | novembro 24, de 1993 (22 anos)  |
| 48    | Kenny De Ketele                | Bélgica           | junho 5, de 1985 (30 anos)      |
| 109   | Moreno De Pauw                 | Bélgica           | agosto 12, de 1991 (24 anos)    |
| 110   | Jonathan Dufrasne              | Bélgica           | agosto 2, de 1987 (28 anos)     |
| 50    | Raman Ramanau                  | Bielorrússia      | julho 3, de 1994 (21 anos)      |
| 111   | Mikhail Shemetau               | Bielorrússia      | julho 21, de 1994 (21 anos)     |
| 115   | Flavio Cipriano                | Brasil            | janeiro 24, de 1990 (26 anos)   |
| 116   | Kacio Freitas                  | Brasil            | maio 13, de 1994 (21 anos)      |
| 6     | Gideoni Monteiro               | Brasil            | setembro 2, de 1989 (26 anos)   |
| 117   | Hugo Osteti                    | Brasil            | outubro 25, de 1993 (22 anos)   |
| 118   | Hugo Barrette                  | Canadá            | julho 4, de 1991 (24 anos)      |
| 119   | Aidan Caves                    | Canadá            | janeiro 3, de 1995 (21 anos)    |
| 120   | Adam Jamieson                  | Canadá            | fevereiro 12, de 1996 (20 anos) |
| 121   | Sean Mackinnon                 | Canadá            | novembro 24, de 1995 (20 anos)  |
| 122   | Remi Pelletier-Roy             | Canadá            | julho 4, de 1990 (25 anos)      |
| 123   | Ed Veal                        | Canadá            | agosto 1, de 1976 (39 anos)     |
| 53    | Luis Fernando Sepulveda        | Chile             | abril 8, de 1974 (41 anos)      |
| 131   | Saifei Bao                     | China             | setembro 26, de 1989 (26 anos)  |
| 132   | Yang Fan                       | China             | janeiro 3, de 1990 (26 anos)    |
| 133   | Ke Hu                          | China             | outubro 16, de 1988 (27 anos)   |
| 134   | Hao Liu                        | China             | novembro 7, de 1988 (27 anos)   |
| 135   | Chen Lu Qin                    | China             | outubro 24, de 1992 (23 anos)   |
| 136   | Ping An Shen                   | China             | abril 20, de 1994 (21 anos)     |
| 137   | Chao Xu                        | China             | novembro 5, de 1994 (21 anos)   |
| 138   | Zhong Yuan                     | China             | dezembro 7, de 1988 (27 anos)   |
| 9     | Fernando Gaviria Rendon        | Colômbia          | agosto 19, de 1994 (21 anos)    |
| 147   | Jordan Arley Parra Arias       | Colômbia          | abril 19, de 1994 (21 anos)     |
| 148   | Fabian Hernando Puerta Zapata  | Colômbia          | julho 12, de 1991 (24 anos)     |
| 149   | Santiago Ramirez Morales       | Colômbia          | julho 20, de 1994 (21 anos)     |
| 153   | Tomas Babek                    | Chéquia           | junho 4, de 1987 (28 anos)      |
| 55    | Martin Blaha                   | Chéquia           | setembro 12, de 1977 (38 anos)  |
| 154   | Vojtech Hacecky                | Chéquia           | março 29, de 1987 (28 anos)     |
| 155   | Pavel Kelemen                  | Chéquia           | maio 28, de 1991 (24 anos)      |
| 156   | Adam Ptacnik                   | Chéquia           | dezembro 4, de 1985 (30 anos)   |
| 157   | Robin Wagner                   | Chéquia           | fevereiro 8, de 1993 (23 anos)  |
| 11    | Lasse Norman Hansen            | Dinamarca         | fevereiro 11, de 1992 (24 anos) |
| 158   | Niklas Larsen                  | Dinamarca         | março 22, de 1997 (18 anos)     |
| 159   | Frederik Madsen                | Dinamarca         | janeiro 22, de 1998 (18 anos)   |
| 160   | Jesper Morkov                  | Dinamarca         | março 11, de 1988 (27 anos)     |
| 161   | Casper Pedersen                | Dinamarca         | março 15, de 1996 (19 anos)     |
| 162   | Rasmus Christian Quaade        | Dinamarca         | janeiro 7, de 1990 (26 anos)    |
| 163   | Alex Rasmussen                 | Dinamarca         | junho 9, de 1984 (31 anos)      |
| 164   | Casper Von Folsach             | Dinamarca         | março 30, de 1993 (22 anos)     |
| 165   | Sergio Aliaga Chivite          | Espanha           | outubro 26, de 1991 (24 anos)   |
| 166   | Julio Alberto Amores Palacios  | Espanha           | março 12, de 1993 (22 anos)     |
| 167   | Xavier Canellas Sanchez        | Espanha           | março 16, de 1997 (18 anos)     |
| 168   | Vicente Garcia De Mateos Rubio | Espanha           | setembro 19, de 1988 (27 anos)  |
| 169   | Sebastian Mora Vedri           | Espanha           | fevereiro 18, de 1988 (28 anos) |
| 170   | Jose Moreno Sanchez            | Espanha           | novembro 18, de 1993 (22 anos)  |
| 171   | Juan Peralta Gascon            | Espanha           | maio 17, de 1990 (25 anos)      |
| 57    | Eloy Teruel Rovira             | Espanha           | novembro 20, de 1982 (33 anos)  |
| 172   | Albert Torres Barcelo          | Espanha           | abril 26, de 1990 (25 anos)     |
| 173   | Illart Zuazubiskar Gallastegi  | Espanha           | fevereiro 18, de 1990 (26 anos) |
| 177   | Mika Simola                    | Finlândia         | agosto 24, de 1985 (30 anos)    |
| 178   | Clement Barbeau                | França            | janeiro 23, de 1995 (21 anos)   |
| 179   | Gregory Bauge                  | França            | janeiro 31, de 1985 (31 anos)   |
| 14    | Thomas Boudat                  | França            | fevereiro 24, de 1994 (22 anos) |
| 180   | Michael D'Almeida              | França            | setembro 3, de 1987 (28 anos)   |
| 181   | Thomas Denis                   | França            | julho 18, de 1997 (18 anos)     |
| 182   | Julien Duval                   | França            | maio 27, de 1990 (25 anos)      |
| 183   | Morgan Kneisky                 | França            | agosto 31, de 1987 (28 anos)    |
| 184   | Quentin Lafargue               | França            | novembro 17, de 1990 (25 anos)  |
| 185   | Florian Maitre                 | França            | setembro 3, de 1996 (19 anos)   |
| 186   | Francois Pervis                | França            | outubro 16, de 1984 (31 anos)   |
| 187   | Kevin Sireau                   | França            | abril 18, de 1987 (28 anos)     |
| 59    | Benjamin Thomas                | França            | setembro 12, de 1995 (20 anos)  |
| 191   | Steven Burke                   | Grã-Bretanha      | março 4, de 1988 (27 anos)      |
| 16    | Mark Cavendish                 | Grã-Bretanha      | maio 21, de 1985 (30 anos)      |
| 192   | Edward Clancy                  | Grã-Bretanha      | março 12, de 1985 (30 anos)     |
| 193   | Matthew Crampton               | Grã-Bretanha      | maio 23, de 1986 (29 anos)      |
| 61    | Jonathan Dibben                | Grã-Bretanha      | fevereiro 12, de 1994 (22 anos) |
| 194   | Owain Doull                    | Grã-Bretanha      | maio 2, de 1993 (22 anos)       |
| 195   | Philip Hindes                  | Grã-Bretanha      | setembro 22, de 1992 (23 anos)  |
| 196   | Jason Kenny                    | Grã-Bretanha      | março 23, de 1988 (27 anos)     |
| 197   | Christopher Latham             | Grã-Bretanha      | fevereiro 6, de 1994 (22 anos)  |
| 198   | Callum Skinner                 | Grã-Bretanha      | agosto 20, de 1992 (23 anos)    |
| 199   | Andrew Tennant                 | Grã-Bretanha      | março 9, de 1987 (28 anos)      |
| 200   | Bradley Wiggins                | Grã-Bretanha      | abril 28, de 1980 (35 anos)     |
| 208   | Maximilian Dornbach            | Alemanha          | dezembro 24, de 1995 (20 anos)  |
| 209   | Joachim Eilers                 | Alemanha          | abril 2, de 1990 (25 anos)      |
| 210   | Rene Enders                    | Alemanha          | fevereiro 13, de 1987 (29 anos) |
| 18    | Roger Kluge                    | Alemanha          | fevereiro 5, de 1986 (30 anos)  |
| 63    | Leif Lampater                  | Alemanha          | dezembro 22, de 1982 (33 anos)  |
| 211   | Maximilian Levy                | Alemanha          | junho 26, de 1987 (28 anos)     |
| 212   | Lucas Liss                     | Alemanha          | janeiro 12, de 1992 (24 anos)   |
| 213   | Max Niederlag                  | Alemanha          | maio 5, de 1993 (22 anos)       |
| 214   | Theo Reinhardt                 | Alemanha          | setembro 17, de 1990 (25 anos)  |
| 215   | Nils Schomber                  | Alemanha          | março 15, de 1994 (21 anos)     |
| 216   | Kersten Thiele                 | Alemanha          | setembro 29, de 1992 (23 anos)  |
| 217   | Domenic Weinstein              | Alemanha          | agosto 27, de 1994 (21 anos)    |
| 65    | King Lok Cheung                | Hong Kong         | fevereiro 8, de 1991 (25 anos)  |
| 20    | Chun Wing Leung                | Hong Kong         | janeiro 20, de 1994 (22 anos)   |
| 227   | Sandor Szalontay               | Hungria           | julho 3, de 1990 (25 anos)      |
| 67    | Felix English                  | Irlanda           | outubro 11, de 1992 (23 anos)   |
| 229   | Eoin Mullen                    | Irlanda           | agosto 6, de 1993 (22 anos)     |
| 69    | Liam Bertazzo                  | Itália            | fevereiro 17, de 1992 (24 anos) |
| 235   | Francesco Ceci                 | Itália            | dezembro 18, de 1989 (26 anos)  |
| 236   | Simone Consonni                | Itália            | setembro 12, de 1994 (21 anos)  |
| 237   | Filippo Ganna                  | Itália            | julho 25, de 1996 (19 anos)     |
| 238   | Francesco Lamon                | Itália            | fevereiro 5, de 1994 (22 anos)  |
| 239   | Michele Scartezzini            | Itália            | janeiro 10, de 1992 (24 anos)   |
| 22    | Elia Viviani                   | Itália            | fevereiro 7, de 1989 (27 anos)  |
| 246   | Kazuki Amagai                  | Japão             | janeiro 14, de 1990 (26 anos)   |
| 71    | Eiya Hashimoto                 | Japão             | dezembro 15, de 1993 (22 anos)  |
| 24    | Kazushige Kuboki               | Japão             | junho 6, de 1989 (26 anos)      |
| 247   | Seiichiro Nakagawa             | Japão             | junho 7, de 1979 (36 anos)      |
| 248   | Yuta Wakimoto                  | Japão             | março 21, de 1989 (26 anos)     |
| 249   | Kazunari Watanabe              | Japão             | agosto 12, de 1983 (32 anos)    |
| 254   | Robert Gaineyev                | Cazaquistão       | junho 28, de 1994 (21 anos)     |
| 73    | Nikita Panassenko              | Cazaquistão       | março 18, de 1992 (23 anos)     |
| 26    | Artyom Zakharov                | Cazaquistão       | outubro 27, de 1991 (24 anos)   |
| 255   | Chaebin Im                     | Coreia do Sul     | outubro 29, de 1991 (24 anos)   |
| 256   | Dong Jin Kang                  | Coreia do Sul     | dezembro 23, de 1987 (28 anos)  |
| 27    | Sang-Hoon Park                 | Coreia do Sul     | março 13, de 1993 (22 anos)     |
| 257   | Jeyong Son                     | Coreia do Sul     | janeiro 12, de 1994 (22 anos)   |
| 262   | Azizulhasni Awang              | Malásia           | janeiro 5, de 1988 (28 anos)    |
| 28    | Ignacio Prado                  | México            | setembro 21, de 1993 (22 anos)  |
| 267   | Dion Beukeboom                 | Países Baixos     | fevereiro 2, de 1989 (27 anos)  |
| 268   | Theo Bos                       | Países Baixos     | agosto 22, de 1983 (32 anos)    |
| 269   | Matthijs Buchli                | Países Baixos     | dezembro 13, de 1992 (23 anos)  |
| 270   | Roy Eefting                    | Países Baixos     | setembro 4, de 1989 (26 anos)   |
| 271   | Hugo Haak                      | Países Baixos     | outubro 29, de 1991 (24 anos)   |
| 272   | Jeffrey Hoogland               | Países Baixos     | março 16, de 1993 (22 anos)     |
| 273   | Wim Stroetinga                 | Países Baixos     | maio 23, de 1985 (30 anos)      |
| 276   | Nils Van 'T Hoenderdaal        | Países Baixos     | outubro 3, de 1993 (22 anos)    |
| 274   | Joost Van Der Burg             | Países Baixos     | dezembro 11, de 1993 (22 anos)  |
| 275   | Jan-Willem Van Schip           | Países Baixos     | agosto 20, de 1994 (21 anos)    |
| 29    | Tim Veldt                      | Países Baixos     | fevereiro 14, de 1984 (32 anos) |
| 279   | Matthew Archibald              | Nova Zelândia     | maio 20, de 1986 (29 anos)      |
| 280   | Pieter Bulling                 | Nova Zelândia     | março 2, de 1993 (23 anos)      |
| 281   | Edward Dawkins                 | Nova Zelândia     | julho 11, de 1989 (26 anos)     |
| 282   | Alex Frame                     | Nova Zelândia     | junho 18, de 1993 (22 anos)     |
| 31    | Aaron Gate                     | Nova Zelândia     | novembro 26, de 1990 (25 anos)  |
| 283   | Dylan Kennett                  | Nova Zelândia     | dezembro 8, de 1994 (21 anos)   |
| 284   | Nicholas Kergozou              | Nova Zelândia     | abril 29, de 1996 (19 anos)     |
| 285   | Ethan Mitchell                 | Nova Zelândia     | fevereiro 19, de 1991 (25 anos) |
| 75    | Luke Mudgway                   | Nova Zelândia     | junho 12, de 1996 (19 anos)     |
| 286   | Marc Ryan                      | Nova Zelândia     | outubro 14, de 1982 (33 anos)   |
| 287   | Sam Webster                    | Nova Zelândia     | julho 16, de 1991 (24 anos)     |
| 294   | Maciej Bielecki                | Polónia           | maio 19, de 1987 (28 anos)      |
| 295   | Grzegorz Drejgier              | Polónia           | fevereiro 20, de 1990 (26 anos) |
| 296   | Kamil Kuczynski                | Polónia           | março 23, de 1985 (30 anos)     |
| 297   | Mateusz Lipa                   | Polónia           | novembro 7, de 1994 (21 anos)   |
| 298   | Krzysztof Maksel               | Polónia           | julho 4, de 1991 (24 anos)      |
| 76    | Wojciech Pszczolarski          | Polónia           | abril 26, de 1991 (24 anos)     |
| 299   | Rafal Sarnecki                 | Polónia           | janeiro 8, de 1990 (26 anos)    |
| 33    | Adrian Teklinski               | Polónia           | novembro 3, de 1989 (26 anos)   |
| 300   | Damian Zielinski               | Polónia           | dezembro 2, de 1981 (34 anos)   |
| 78    | Ivo Oliveira                   | Portugal          | setembro 5, de 1996 (19 anos)   |
| 307   | Rui Oliveira                   | Portugal          | setembro 5, de 1996 (19 anos)   |
| 308   | Jean Spies                     | África do Sul     | novembro 27, de 1989 (26 anos)  |
| 309   | Denis Dmitriev                 | Rússia            | março 23, de 1986 (29 anos)     |
| 79    | Artur Ershov                   | Rússia            | março 7, de 1990 (25 anos)      |
| 34    | Viktor Manakov                 | Rússia            | junho 9, de 1992 (23 anos)      |
| 310   | Kirill Samusenko               | Rússia            | maio 8, de 1992 (23 anos)       |
| 311   | Alexander Serov                | Rússia            | novembro 12, de 1982 (33 anos)  |
| 312   | Sergei Shilov                  | Rússia            | fevereiro 6, de 1988 (28 anos)  |
| 313   | Nikita Shurshin                | Rússia            | abril 8, de 1993 (22 anos)      |
| 314   | Dmitrii Sokolov                | Rússia            | março 19, de 1988 (27 anos)     |
| 315   | Dmitrii Strakhov               | Rússia            | maio 17, de 1995 (20 anos)      |
| 316   | Kirill Sveshnikov              | Rússia            | fevereiro 10, de 1992 (24 anos) |
| 317   | Pavel Yakushevskiy             | Rússia            | setembro 24, de 1987 (28 anos)  |
| 326   | Olivier Beer                   | Suíça             | outubro 18, de 1990 (25 anos)   |
| 327   | Silvan Dillier                 | Suíça             | agosto 3, de 1990 (25 anos)     |
| 81    | Claudio Imhof                  | Suíça             | setembro 26, de 1990 (25 anos)  |
| 328   | Frank Pasche                   | Suíça             | março 19, de 1993 (22 anos)     |
| 329   | Thery Schir                    | Suíça             | fevereiro 18, de 1993 (23 anos) |
| 35    | Gael Suter                     | Suíça             | março 23, de 1992 (23 anos)     |
| 330   | Jair Tjon En Fa                | Suriname          | outubro 19, de 1993 (22 anos)   |
| 331   | Njisane Phillip                | Trindade e Tobago | maio 29, de 1991 (24 anos)      |
| 332   | Roman Gladysh                  | Ucrânia           | outubro 12, de 1995 (20 anos)   |
| 83    | Vitaliy Hryniv                 | Ucrânia           | abril 5, de 1995 (20 anos)      |
| 333   | Vladyslav Kreminskyi           | Ucrânia           | março 2, de 1995 (21 anos)      |
| 334   | Taras Shevchuk                 | Ucrânia           | janeiro 4, de 1997 (19 anos)    |
| 335   | Andrii Vynokurov               | Ucrânia           | agosto 14, de 1982 (33 anos)    |
| 339   | Matthew Baranoski              | Estados Unidos    | julho 27, de 1993 (22 anos)     |
| 37    | Jacob Duehring                 | Estados Unidos    | agosto 8, de 1985 (30 anos)     |
| 85    | Ian Holt                       | Estados Unidos    | abril 1, de 1982 (33 anos)      |
| 344   | Hersony Canelon                | Venezuela         | dezembro 8, de 1988 (27 anos)   |
| 345   | Cesar Marcano                  | Venezuela         | outubro 22, de 1987 (28 anos)   |
| 346   | Angel Pulgar                   | Venezuela         | fevereiro 7, de 1989 (27 anos)  |
| 347   | Gabriel Quintero               | Venezuela         | dezembro 1, de 1991 (24 anos)   |

| Ordem | Ciclista                     | País           | Data de nascimento (idade)      |
| ----- | ---------------------------- | -------------- | ------------------------------- |
| 100   | Ashlee Ankudinoff            | Austrália      | agosto 20, de 1990 (25 anos)    |
| 46    | Georgia Baker                | Austrália      | setembro 21, de 1994 (21 anos)  |
| 101   | Amy Cure                     | Austrália      | dezembro 31, de 1992 (23 anos)  |
| 2     | Annette Edmondson            | Austrália      | dezembro 12, de 1991 (24 anos)  |
| 102   | Kaarle Mcculloch             | Austrália      | janeiro 20, de 1988 (28 anos)   |
| 103   | Anna Meares                  | Austrália      | setembro 21, de 1983 (32 anos)  |
| 104   | Stephanie Morton             | Austrália      | novembro 28, de 1990 (25 anos)  |
| 105   | Rebecca Wiasak               | Austrália      | maio 24, de 1984 (31 anos)      |
| 108   | Olga Ismayilova              | Azerbaijão     | setembro 16, de 1985 (30 anos)  |
| 4     | Jolien D'Hoore               | Bélgica        | março 14, de 1990 (25 anos)     |
| 49    | Lotte Kopecky                | Bélgica        | novembro 10, de 1995 (20 anos)  |
| 112   | Katsiaryna Piatrouskaya      | Bielorrússia   | julho 11, de 1995 (20 anos)     |
| 113   | Polina Pivovarova            | Bielorrússia   | outubro 12, de 1994 (21 anos)   |
| 51    | Ina Savenka                  | Bielorrússia   | agosto 5, de 1994 (21 anos)     |
| 5     | Tatsiana Sharakova           | Bielorrússia   | julho 31, de 1984 (31 anos)     |
| 114   | Marina Shmayankova           | Bielorrússia   | janeiro 15, de 1993 (23 anos)   |
| 7     | Allison Beveridge            | Canadá         | junho 1, de 1993 (22 anos)      |
| 124   | Laura Brown                  | Canadá         | novembro 27, de 1986 (29 anos)  |
| 125   | Annie Foreman-Mackey         | Canadá         | junho 26, de 1991 (24 anos)     |
| 52    | Jasmin Glaesser              | Canadá         | julho 8, de 1992 (23 anos)      |
| 126   | Kirsti Lay                   | Canadá         | abril 7, de 1988 (27 anos)      |
| 127   | Kate\|O'Brien\|Kate O'Brien} | Canadá         | julho 23, de 1988 (27 anos)     |
| 128   | Stephanie Roorda             | Canadá         | dezembro 3, de 1986 (29 anos)   |
| 129   | Georgia Simmerling           | Canadá         | março 11, de 1989 (26 anos)     |
| 130   | Monique Sullivan             | Canadá         | fevereiro 21, de 1989 (27 anos) |
| 139   | Jinjie Gong                  | China          | novembro 12, de 1986 (29 anos)  |
| 140   | Shuang Guo                   | China          | fevereiro 26, de 1986 (30 anos) |
| 141   | Dong Yan Huang               | China          | dezembro 14, de 1993 (22 anos)  |
| 142   | Yali Jing                    | China          | maio 25, de 1989 (26 anos)      |
| 143   | Lin Junhong                  | China          | dezembro 9, de 1990 (25 anos)   |
| 8     | Xiao Ling Luo                | China          | setembro 20, de 1988 (27 anos)  |
| 144   | Menglu Ma                    | China          | setembro 24, de 1997 (18 anos)  |
| 145   | Baofang Zhao                 | China          | agosto 12, de 1993 (22 anos)    |
| 146   | Tianshi Zhong                | China          | fevereiro 2, de 1991 (25 anos)  |
| 150   | Martha Bayona Pineda         | Colômbia       | agosto 12, de 1995 (20 anos)    |
| 151   | Juliana Gaviria Rendon       | Colômbia       | março 31, de 1991 (24 anos)     |
| 152   | Lisandra Guerra Rodriguez    | Cuba           | outubro 31, de 1987 (28 anos)   |
| 10    | Marlies Mejias Garcia        | Cuba           | dezembro 29, de 1992 (23 anos)  |
| 54    | Arlenis Sierra Canadilla     | Cuba           | dezembro 7, de 1992 (23 anos)   |
| 56    | Jarmila Machacova            | Chéquia        | janeiro 9, de 1986 (30 anos)    |
| 12    | Amalie Dideriksen            | Dinamarca      | maio 24, de 1996 (19 anos)      |
| 174   | Tania Calvo Barbero          | Espanha        | junho 26, de 1992 (23 anos)     |
| 175   | Helena Casas Roige           | Espanha        | julho 24, de 1988 (27 anos)     |
| 13    | Leire Olaberria Dorronsoro   | Espanha        | fevereiro 17, de 1977 (39 anos) |
| 176   | Gloria Rodriguez Sanchez     | Espanha        | março 6, de 1992 (23 anos)      |
| 58    | Irene Usabiaga Balerdi       | Espanha        | setembro 22, de 1993 (22 anos)  |
| 15    | Laurie Berthon               | França         | agosto 26, de 1991 (24 anos)    |
| 188   | Sandie Clair                 | França         | abril 1, de 1988 (27 anos)      |
| 189   | Virginie Cueff               | França         | junho 18, de 1988 (27 anos)     |
| 60    | Elise Delzenne               | França         | janeiro 28, de 1989 (27 anos)   |
| 190   | Pascale Jeuland              | França         | junho 2, de 1987 (28 anos)      |
| 201   | Katie Archibald              | Grã-Bretanha   | março 12, de 1994 (21 anos)     |
| 202   | Elinor Barker                | Grã-Bretanha   | setembro 7, de 1994 (21 anos)   |
| 203   | Ciara Horne                  | Grã-Bretanha   | setembro 17, de 1989 (26 anos)  |
| 204   | Rebecca James                | Grã-Bretanha   | novembro 29, de 1991 (24 anos)  |
| 205   | Katy Marchant                | Grã-Bretanha   | janeiro 30, de 1993 (23 anos)   |
| 62    | Emily Nelson                 | Grã-Bretanha   | novembro 10, de 1996 (19 anos)  |
| 206   | Joanna Rowsell-Shand         | Grã-Bretanha   | dezembro 5, de 1988 (27 anos)   |
| 17    | Laura Trott                  | Grã-Bretanha   | abril 24, de 1992 (23 anos)     |
| 207   | Jessica Varnish              | Grã-Bretanha   | novembro 19, de 1990 (25 anos)  |
| 218   | Charlotte Becker             | Alemanha       | maio 19, de 1983 (32 anos)      |
| 219   | Emma Hinze                   | Alemanha       | setembro 17, de 1997 (18 anos)  |
| 220   | Lisa Klein                   | Alemanha       | julho 15, de 1996 (19 anos)     |
| 19    | Anna Knauer                  | Alemanha       | fevereiro 20, de 1995 (21 anos) |
| 221   | Mieke Kroger                 | Alemanha       | julho 18, de 1993 (22 anos)     |
| 64    | Stephanie Pohl               | Alemanha       | outubro 21, de 1987 (28 anos)   |
| 222   | Gudrun Stock                 | Alemanha       | maio 23, de 1995 (20 anos)      |
| 223   | Kristina Vogel               | Alemanha       | novembro 10, de 1990 (25 anos)  |
| 224   | Miriam Welte                 | Alemanha       | dezembro 9, de 1986 (29 anos)   |
| 21    | Xiao Juan Diao               | Hong Kong      | março 15, de 1986 (29 anos)     |
| 225   | Wai Sze Lee                  | Hong Kong      | maio 12, de 1987 (28 anos)      |
| 66    | Yao Pang                     | Hong Kong      | maio 27, de 1995 (20 anos)      |
| 226   | Qianyu Yang                  | Hong Kong      | março 7, de 1993 (22 anos)      |
| 228   | Deborah Deborah              | Índia          | fevereiro 18, de 1995 (21 anos) |
| 230   | Lydia Boylan                 | Irlanda        | julho 19, de 1987 (28 anos)     |
| 231   | Josie Knight                 | Irlanda        | março 29, de 1997 (18 anos)     |
| 232   | Shannon Mccurley             | Irlanda        | abril 26, de 1992 (23 anos)     |
| 233   | Eimear Moran                 | Irlanda        | fevereiro 21, de 1984 (32 anos) |
| 68    | Caroline Ryan                | Irlanda        | outubro 10, de 1979 (36 anos)   |
| 234   | Melanie Spath                | Irlanda        | junho 16, de 1981 (34 anos)     |
| 240   | Beatrice Bartelloni          | Itália         | fevereiro 5, de 1993 (23 anos)  |
| 70    | Elena Cecchini               | Itália         | maio 25, de 1992 (23 anos)      |
| 241   | Maria Giulia Confalonieri    | Itália         | março 30, de 1993 (22 anos)     |
| 242   | Annalisa Cucinotta           | Itália         | março 4, de 1986 (29 anos)      |
| 23    | Simona Frapporti             | Itália         | julho 14, de 1988 (27 anos)     |
| 243   | Tatiana Guderzo              | Itália         | agosto 22, de 1984 (31 anos)    |
| 244   | Francesca Pattaro            | Itália         | março 12, de 1995 (20 anos)     |
| 245   | Silvia Valsecchi             | Itália         | julho 19, de 1982 (33 anos)     |
| 250   | Takako Ishii                 | Japão          | fevereiro 17, de 1990 (26 anos) |
| 251   | Yumi Kajihara                | Japão          | abril 10, de 1997 (18 anos)     |
| 252   | Kayono Maeda                 | Japão          | janeiro 13, de 1991 (25 anos)   |
| 253   | Kisato Nakamura              | Japão          | janeiro 7, de 1993 (23 anos)    |
| 25    | Sakura Tsukagoshi            | Japão          | abril 13, de 1991 (24 anos)     |
| 72    | Minami Uwano                 | Japão          | maio 18, de 1991 (24 anos)      |
| 258   | Hyejin Lee                   | Coreia do Sul  | janeiro 23, de 1992 (24 anos)   |
| 259   | Simona Krupeckaite           | Lituânia       | dezembro 13, de 1982 (33 anos)  |
| 260   | Migle Marozaite              | Lituânia       | março 10, de 1996 (19 anos)     |
| 261   | Edita Mazureviciute          | Lituânia       | fevereiro 10, de 1996 (20 anos) |
| 74    | Ausrine Trebaite             | Lituânia       | outubro 18, de 1988 (27 anos)   |
| 263   | Fatehah Mustapa              | Malásia        | março 12, de 1989 (26 anos)     |
| 264   | Daniela Gaxiola Gonzalez Luz | México         | novembro 25, de 1992 (23 anos)  |
| 265   | Jessica Salazar Valles       | México         | setembro 21, de 1995 (20 anos)  |
| 266   | Yareli Salazar               | México         | dezembro 8, de 1996 (19 anos)   |
| 277   | Elis Ligtlee                 | Países Baixos  | junho 28, de 1994 (21 anos)     |
| 278   | Laurine Van Riessen          | Países Baixos  | agosto 10, de 1987 (28 anos)    |
| 30    | Kirsten Wild                 | Países Baixos  | outubro 15, de 1982 (33 anos)   |
| 288   | Rushlee Buchanan             | Nova Zelândia  | janeiro 20, de 1988 (28 anos)   |
| 32    | Lauren Ellis                 | Nova Zelândia  | abril 19, de 1989 (26 anos)     |
| 289   | Natasha Hansen               | Nova Zelândia  | novembro 15, de 1989 (26 anos)  |
| 290   | Jaime Nielsen                | Nova Zelândia  | setembro 3, de 1985 (30 anos)   |
| 291   | Olivia Podmore               | Nova Zelândia  | maio 24, de 1997 (18 anos)      |
| 292   | Racquel Sheath               | Nova Zelândia  | novembro 27, de 1994 (21 anos)  |
| 293   | Georgia Williams             | Nova Zelândia  | agosto 25, de 1993 (22 anos)    |
| 301   | Eugenia Bujak                | Polónia        | junho 25, de 1989 (26 anos)     |
| 302   | Edyta Jasinska               | Polónia        | novembro 28, de 1986 (29 anos)  |
| 303   | Justyna Kaczkowska           | Polónia        | outubro 7, de 1997 (18 anos)    |
| 77    | Katarzyna Pawlowska          | Polónia        | agosto 16, de 1989 (26 anos)    |
| 304   | Daria Pikulik                | Polónia        | janeiro 6, de 1997 (19 anos)    |
| 305   | Natalia Rutkowska            | Polónia        | janeiro 21, de 1991 (25 anos)   |
| 306   | Malgorzata Wojtyra           | Polónia        | setembro 21, de 1989 (26 anos)  |
| 80    | Gulnaz Badykova              | Rússia         | abril 21, de 1994 (21 anos)     |
| 40    | Tamara Balabolina            | Rússia         | agosto 13, de 1993 (22 anos)    |
| 319   | Alexandra Chekina            | Rússia         | fevereiro 10, de 1993 (23 anos) |
| 320   | Anastasia Chulkova           | Rússia         | março 7, de 1985 (30 anos)      |
| 321   | Ekaterina Gnidenko           | Rússia         | dezembro 11, de 1992 (23 anos)  |
| 322   | Lidia Malakhova              | Rússia         | julho 13, de 1991 (24 anos)     |
| 323   | Evgeniya Romanyuta           | Rússia         | janeiro 22, de 1988 (28 anos)   |
| 324   | Daria Shmeleva               | Rússia         | outubro 26, de 1994 (21 anos)   |
| 325   | Anastasiia Voinova           | Rússia         | fevereiro 5, de 1993 (23 anos)  |
| 82    | Alzbeta Pavlendova           | Eslováquia     | fevereiro 6, de 1990 (26 anos)  |
| 36    | Mei Yu Hsiao                 | Taipé Chinesa  | janeiro 7, de 1985 (31 anos)    |
| 336   | Liubov Basova                | Ucrânia        | julho 16, de 1988 (27 anos)     |
| 337   | Tetyana Klimchenko           | Ucrânia        | maio 8, de 1994 (21 anos)       |
| 84    | Ganna Solovei                | Ucrânia        | janeiro 31, de 1992 (24 anos)   |
| 338   | Olena Starikova              | Ucrânia        | abril 22, de 1996 (19 anos)     |
| 340   | Kelly Catlin                 | Estados Unidos | novembro 3, de 1995 (20 anos)   |
| 341   | Chloe Dygert                 | Estados Unidos | janeiro 1, de 1997 (19 anos)    |
| 86    | Kimberly Geist               | Estados Unidos | abril 29, de 1987 (28 anos)     |
| 38    | Sarah Hammer                 | Estados Unidos | agosto 18, de 1983 (32 anos)    |
| 342   | Jennifer Valente             | Estados Unidos | dezembro 24, de 1994 (21 anos)  |
| 343   | Ruth Winder                  | Estados Unidos | julho 9, de 1993 (22 anos)      |
| 39    | Angie Sabrina Gonzalez       | Venezuela      | janeiro 3, de 1981 (35 anos)    |